# Dinotrema intuendum
Dinotrema intuendum är en stekelart som först beskrevs av Fischer 1975.  Dinotrema intuendum ingår i släktet Dinotrema och familjen bracksteklar. Inga underarter finns listade i Catalogue of Life.